# 紧张理论
紧张理论（英語：Strain Theory），又称文化失範理论（Anomie Theory），由美国社会学家、犯罪学家羅伯特·金·莫頓於1938年提出，是二十世紀美國犯罪學三大理论之一（其他两者是差別接觸理論和社会控制理论）。

## 定义
內容大致在說:成功可以用金錢和擁有的物質財富來衡量，且社會鼓勵每個人相信自己也有獲得成功的權利；通過盡自己的最大努力，個人肯定會實現自己的目的。不過，由於社會條件和經濟現實，並非每個人、每個群體都可以擁有獲得成功所需要的手段。如果社會過度強調成功的目標，忽略達成目標的手段的合法性，個人便會產生緊張和壓力。在莫頓看來，美國社會主要就是強調金錢成功與社會地位提高。但是這種社會壓力會使得個人產生了緊張。
當個人面臨緊張時，可能採取五種適應方法。適應方法可從當個人面對緊張與壓力時，在社會文化目標與制度性合法手段中的選擇中與以分類為:創新型、儀式型、退縮型、叛逆型與順從型。
其中四種為偏差的適應方式:
1. 創新型 Innovation - 接受文化目標，拒絕制度性手段。個人因社會文化結構並無提達成成功目標的合法手段而感到緊張，轉而採取社會較不能認同的方式(激烈者可能為犯罪行為)達成目的。例如:大學生休學參與直銷行業。
2. 儀式型 Ritualism - 無法實現文化目標，但由於強烈社會化，以至於採取形式主義的方式，選擇合法手段的類型。莫頓認為，例行公事化的公務員，以及日復一日的公司職員，皆為儀式型的例子。
3. 退縮型 Retreatism - 抵制社會文化目標，同時也放棄社會認可的手段。逃避主義者放棄合法的手段和社會對成功目標的追求，退縮到社會的一角，一些乞丐、街友等；另一種型態的退縮者展現出無情、冷漠的嘲諷態度，但這些態度完全合法。例如:毒癮者、酗酒者。
4. 叛逆型 Rebellion - 反叛主義者不僅僅對社會文化目標和手段消極拋棄，更致力於某種另外一套不同於現今社會體系的道德價值，並積極嘗試經營。反叛者努力營造一種社會結構，若一個社會很多人採取叛逆型的適應方法，則可釀成一場全面性的革命，最後可能導致既存文化的完全改變。

第五種為例外：順從型 Conformity - 當社會處於無壓力穩定時，此種現象經常可見，此時社會完全時失序現象，莫頓認為此類型並無研究價值。為例外

## 构成

羅伯特·金·莫頓的紧张理论适应模式

莫頓提出了一種適應類型理論，這是犯罪學中經常出現的最著名的模型之一。
| 适应模式    | 文化目标 | 制度性手段 |
| ----------- | -------- | ---------- |
| 1、同步     | +        | +          |
| 2、创新     | +        | -          |
| 3、形式主义 | -        | +          |
| 4、逃避主义 | -        | -          |
| 5、反叛     | +/-      | +/-        |

## 理论分析
这些适应模式中的后4种模式，被看成是越轨的适应模式。在美国，大部分被上称为犯罪的活动，都来自创新反应。美国文化重视每个人的物质成功目标，但是，文化社会结构并没有提供获得这种成功的合法手段。结果，个人就感到紧张，就会借助非法手段，也就是犯罪来实现这种文化目标。不能实现这种文化目标，但是受到强烈社会化，以至于只能采用合法手段的人，就会通过形式主义的方式坚持这些合法手段，升华最初的目标，采用形式主义的反应。在莫顿看来，这是一种典型的中下层阶级的适应方式，是严格的社会化与机会巧合的结果。
相反，逃避主义既抵制社会倡导的目标，也抛弃社会认可的手段。逃避主义者虽然生活在社会中，但是，他们并不是社会的组成部分。他们具有严格内化的、有关某些手段是否合法的观念，因而不可能创新，所以，就缺乏利用合法手段的机会，而是通过放弃手段和目标来逃避道德冲突。反叛不仅仅设计退却者对于社会目标和手段的消极抛弃，而且也尝试试图用另外一套被认为在道德上更优越的东西来确定它们的积极尝试。反叛者努力营造一种社会结构，在这种社会结构中，对于成功的文化标准会进行巨大的修改，会在美德、努力和奖赏之间提供更加密切的联系。

## 负面评价
由于该理论过于强调经验，并使犯罪理论抽象化。该理论在实际运用中饱受争议。
1. 紧张理论的经验效果是有问题的；
2. 紧张理论被认为太一般化，缺乏精确性；
3. 紧张理论不能解释在中产阶级家庭中長大的那些人的犯罪行为。
4. 紧张理论忽略了行为中的重要个别差异。
5. 紧张理论的最初表述，将个人置于弹球机（pin-ball machine）的盒式狭缝中；
6. 紧张理论没有成功地解释，为什么大多数工人阶级的的青少年不进行犯罪，或者说，为什么许多少年犯罪人在他们步入成年期后，放弃了犯罪的生活方式。
7. 与紧张理论的预测相反，工人阶级青少年中的高志向，可能与后来的少年犯罪呈负相关；
8. 尽管一些人支持莫顿关于大多数美国人具有中产阶级目标的主张，但是其他的研究对于紧张理论的这个基本主张有争议。

## 實證研究：預測犯罪的效力
在美國20世紀的犯罪學三大理論中，緊張理論被後續研究證實為犯罪預測效力最弱的理論。
Akers & Cochran (1985) 以美國中西部的中學學生為目標群體（有效樣本N = 3,065），調查了失範理論（緊張理論的社會學根源）、社會控制理論以及社會學習理論（差別接觸理論的社會心理學版本）各自對大麻吸食的預測效力（R2）。結果：
1. 根據失範理論（緊張理論）的所設的變項，加總只能解釋大麻吸食變異性的3%。
2. 根據社會控制理論所設的變項，加總能解釋大麻吸食變異性的不到30%。
3. 根據社會學習理論（差別接觸理論）所設的變項，加總能解釋大麻吸食變異性的68%。